# Mastixia nimalii
Mastixia nimalii là một loài thực vật có hoa trong họ Cornaceae. Loài này được Kosterm. miêu tả khoa học đầu tiên năm 1982.